# بخش جکسون (شهرستان نوبل، اوهایو)
بخش جکسون (به انگلیسی: Jackson Township) یک منطقهٔ مسکونی در ایالات متحده آمریکا است که در شهرستان نوبل، اوهایو واقع شده‌است.
 بخش جکسون ۸۳٫۹ کیلومتر مربع مساحت و ۵۳۶ نفر جمعیت دارد و ۳۱۰ متر بالاتر از سطح دریا واقع شده‌است.